# Richard Král
Pour les articles homonymes, voir Kral.
Richard Král (né le 16 mai 1970 à Pardubice en Tchécoslovaquie aujourd'hui ville de République tchèque) est un joueur professionnel de hockey sur glace.

## Carrière
Král commence sa carrière dans le championnat de Tchécoslovaquie en jouant en 1988 pour le club de sa ville natale, le Tesla Pardubice. Dans une équipe composée essentiellement de joueurs originaires de la ville tels que Dominik Hašek ou encore le capitaine Otakar Janecký, il va faiblement contribuer à la conquête du troisième et dernier titre de champion de Tchécoslovaquie de sa ville.
Dès la saison suivante, il obtient une place de titulaire dans l'équipe et il l'accompagne lors du changement de statut de la Tchécoslovaquie et de la création de la République tchèque et du championnat associé le 1er janvier 1993, l'Extraliga. Lors de la première saison de la nouvelle ligue, il devient le premier meilleur buteur de la ligue avec 33 réalisations en 54 matchs. À la fin de la saison régulière suivante, Pardubice n'étant pas qualifiée pour les play-offs, il décide de rejoindre l'équipe autrichienne du Wiener EV dans le championnat élite. Il n'y joue que quatre matchs dans la saison 1995-96 avant de revenir dans son pays.
Il décide alors de changer d'équipe et signe pour le HC Železárny Třinec et il va y rester jusqu'en 2006 et remporter entre-temps le titre de meilleur pointeur et de meilleur passeur en 2000 et 2003 et a également inscrit son 250e but dans la ligue. L'équipe décroche une seconde place en 1997-1998 et en 2002-2003 ainsi que la troisième place en 1998-1999.
En 2005-2006, il passe la saison avec le HC Hamé Zlín puis joue une nouvelle saison avec HC Lasselsberger Plzeň mais avant la fin de la saison, il quitte le club et rejoint la seconde division tchèque, la 1. liga, en signant pour le club du BK Mladá Boleslav.
Il prend sa retraite de joueur en 2014 et devient entraîneur des équipes de jeunes du HC Pardubice.

## Statistiques
| Saison    | Équipe                 | Ligue            |    | Saison régulière | Saison régulière | Saison régulière | Saison régulière | Saison régulière |    | Séries éliminatoires | Séries éliminatoires | Séries éliminatoires | Séries éliminatoires | Séries éliminatoires |
| Saison    | Équipe                 | Ligue            | PJ | B                | A                | Pts              | Pun              | PJ               | B  | A                    | Pts                  | Pun                  |                      |                      |
| 1988-1989 | Tesla Pardubice        | Extraliga tch.   | 3  | 1                | 0                | 1                | 0                |                  |    |                      |                      |                      |                      |                      |
| 1989-1990 | Tesla Pardubice        | Extraliga tch.   | 37 | 8                | 11               | 19               |                  |                  |    |                      |                      |                      |                      |                      |
| 1990-1991 | Tesla Pardubice        | Extraliga tch.   | 37 | 10               | 14               | 24               |                  |                  |    |                      |                      |                      |                      |                      |
| 1991-1992 | HC Pardubice           | Extraliga tch.   | 28 | 12               | 9                | 21               |                  | 5                | 0  | 5                    | 5                    |                      |                      |                      |
| 1992-1993 | HC Pardubice           | Extraliga tch.   | 33 | 22               | 12               | 34               |                  |                  |    |                      |                      |                      |                      |                      |
| 1993-1994 | HC Pardubice           | Extraliga        | 54 | 33               | 30               | 63               |                  |                  |    |                      |                      |                      |                      |                      |
| 1994-1995 | HC Pardubice           | Extraliga        | 41 | 22               | 20               | 42               |                  |                  |    |                      |                      |                      |                      |                      |
| 1995-1996 | Wiener EV              | ÖEL              | 4  | 2                | 4                | 6                | 2                |                  |    |                      |                      |                      |                      |                      |
| 1996-1997 | HC Železárny Třinec    | Extraliga        | 51 | 24               | 34               | 58               | 32               |                  |    |                      |                      |                      |                      |                      |
| 1997-1998 | HC Železárny Třinec    | Extraliga        | 47 | 19               | 25               | 44               | 63               | 11               | 8  | 12                   | 20                   | 18                   |                      |                      |
| 1998-1999 | HC Železárny Třinec    | Extraliga        | 47 | 15               | 41               | 56               | 82               | 10               | 3  | 7                    | 10                   | 30                   |                      |                      |
| 1999-2000 | HC Oceláři Třinec      | Extraliga        | 49 | 24               | 53               | 77               | 85               | 4                | 0  | 2                    | 2                    | 4                    |                      |                      |
| 2000-2001 | HC Oceláři Třinec      | Extraliga        | 42 | 17               | 32               | 49               | 83               |                  |    |                      |                      |                      |                      |                      |
| 2001-2002 | HC Oceláři Třinec      | Extraliga        | 48 | 24               | 24               | 48               | 133              | 6                | 3  | 3                    | 6                    | 6                    |                      |                      |
| 2002-2003 | HC Oceláři Třinec      | Extraliga        | 45 | 22               | 45               | 67               | 50               | 12               | 4  | 8                    | 12                   | 40                   |                      |                      |
| 2003-2004 | HC Oceláři Třinec      | Extraliga        | 41 | 13               | 23               | 36               | 86               | 1                | 0  | 0                    | 0                    | 0                    |                      |                      |
| 2004-2005 | HC Oceláři Třinec      | Extraliga        | 40 | 11               | 16               | 27               | 54               |                  |    |                      |                      |                      |                      |                      |
| 2005-2006 | HC Hamé Zlín           | Extraliga        | 51 | 16               | 15               | 31               | 75               | 6                | 0  | 0                    | 0                    | 2                    |                      |                      |
| 2006-2007 | HC Lasselsberger Plzeň | Extraliga        | 21 | 2                | 3                | 5                | 34               |                  |    |                      |                      |                      |                      |                      |
| 2006-2007 | BK Mladá Boleslav      | 1.liga           | 19 | 13               | 18               | 31               | 18               | 8                | 1  | 6                    | 7                    | 20                   |                      |                      |
| 2007-2008 | BK Mladá Boleslav      | 1.liga           | 39 | 19               | 23               | 42               | 53               | 15               | 11 | 7                    | 18                   | 6                    |                      |                      |
| 2008-2009 | BK Mladá Boleslav      | Extraliga        | 47 | 11               | 26               | 37               | 26               | -                | -  | -                    | -                    | -                    |                      |                      |
| 2009-2010 | BK Mladá Boleslav      | Extraliga        | 50 | 18               | 21               | 39               | 44               | -                | -  | -                    | -                    | -                    |                      |                      |
| 2010-2011 | GKS Jastrzębie         | Extraliga Polska | 35 | 28               | 39               | 67               | 44               | 13               | 3  | 7                    | 10                   | 26                   |                      |                      |
| 2011-2012 | GKS Jastrzębie         | Extraliga Polska | 32 | 16               | 28               | 44               | 26               | 8                | 3  | 3                    | 6                    | 13                   |                      |                      |
| 2012-2013 | GKS Jastrzębie         | Extraliga Polska | 37 | 26               | 27               | 53               | 22               | 11               | 4  | 9                    | 13                   | 0                    |                      |                      |
| 2013-2014 | GKS Jastrzębie         | Extraliga Polska | 45 | 18               | 34               | 52               | 18               | 11               | 4  | 8                    | 12                   | 14                   |                      |                      |